# Richard de La Mouche et Robert Hardy
 (septembre 2022).

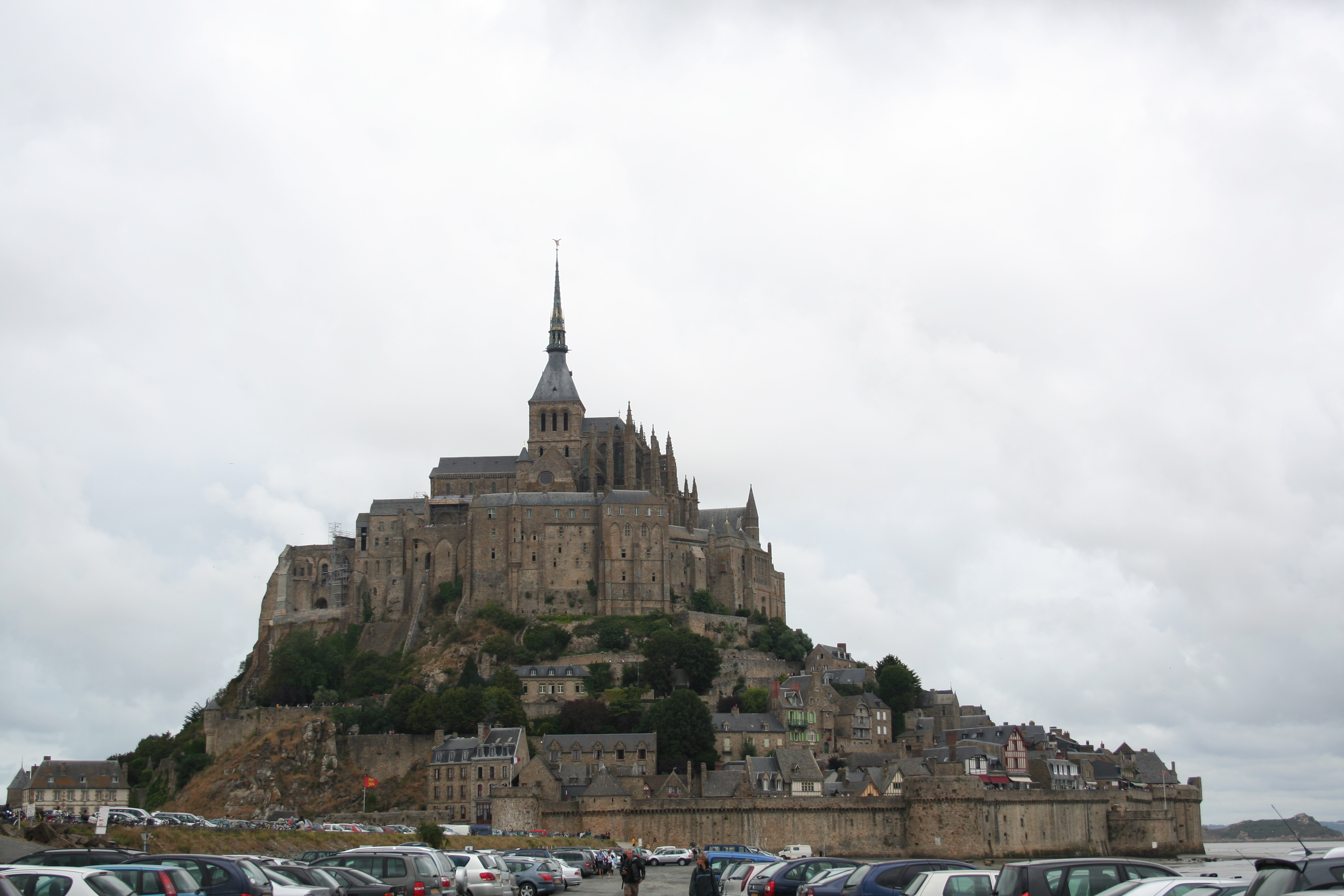
Le mont Saint-Michel.

Richard de La Mouche et Robert Hardy, sont deux bénédictins normands, quinzièmes abbés du Mont Saint-Michel, de 1151 à 1153. 
Après la mort de Bernard du Bec, les religieux du Mont s’étaient empressés d’exercer les anciens privilèges de leur communauté leur permettant, selon la règle de saint Benoit, d’élire leur abbé, règle que le duc Richard le Bon avait sanctionné lorsqu’il avait refondé le monastère, mais que Guillaume le Conquérant avait, quant à lui, ignoré en nommant les abbés, s’étaient réunis en chapitre, alors que Bernard du Bec n’avait pas encore été inhumé, et lui avaient désigné, comme successeur, l’abbé Geoffroy.
Les conséquences dommageables que l’élection précipitée de Geoffroy avait fait peser sur leur monastère, étaient une leçon trop frappante pour que les religieux s’aventurent à en refaire l’expérience une seconde fois ; aussi laissèrent-ils leur chaire abbatiale vacante une année entière, et ce ne fut qu’après ces délais qu’ils cédèrent aux sollicitations pressantes de Richard, évêque d’Avranches, et qu’ils élevèrent canoniquement Richard de La Mouche, moine profès de leur couvent, à la prélature du Mont.
Cette élection souleva si profondément l’indignation du duc de Normandie Henri II, qu’il ne recula devant aucune mesure pour tirer vengeance de cet acte. Des satellites furent envoyés dans ce couvent pour y saisir et en enlever tout ce qu’il renfermait d’objets précieux : croix, calices, joyaux de toute nature. Les autres biens de la communauté furent placés sous l’autorité du prince, et une commission, formée de trois séculiers, fut chargée de les administrer et d’en verser les revenus dans le trésor ducal. Richard de La Mouche lui-même fut banni des terres normandes.
Dans cette extrémité, les moines essayèrent de tarir la source de ces calamités, en annulant cette élection; et, cédant aux conseils de Renault de Saint-Valéry, ils appelèrent, avec l’agrément du duc, à la direction de leur abbaye Hubert Hardy, moine et cellérier du monastère de Fécamp, homme impur, qui vint souiller leur siège abbatial des vices dont il avait scandalisé son premier couvent.
À cette nouvelle, Richard de La Mouche se rendit en Italie et déposa aux pieds du souverain pontife ses réclamations et ses plaintes, et en obtint un bref ordonnant à l’évêque d’Avranches de le bénir. Cette cérémonie eut lieu en effet dans la cathédrale d’Avranches. Un seul de ses moines, compagnon de son exil, assista à cette solennité qui n’eut d’autre résultat que d’augmenter les difficultés au milieu desquelles s’agitait et périclitait son monastère. La nécessité de sortir de ces orages détermina le couvent à députer plusieurs de ses membres vers le pape Eugène III, pour solliciter de Rome la solution de ces désordres. Parmi les moines de l'abbaye hostile  à Henry II, il y a Guillaume de Verdun (?-après 1177), Jurat d'Avranches
Robert Hardy et Richard de La Mouche, accompagnés de l’évêque d’Avranches: Richard de Subligny (1142-1153), prirent eux-mêmes le chemin de la capitale du monde catholique. Les deux rivaux atteignirent l’Italie, bien résolus de soutenir la légitimité de leurs droits devant le tribunal du pape, mais ils n’en eurent pas le temps, car l’un et l’autre, par une simultanéité propre à frapper l’imagination, moururent avant même d’avoir atteint la cité papale.